# Macronychia alpestris
Macronychia alpestris is een vliegensoort uit de familie van de dambordvliegen (Sarcophagidae). De wetenschappelijke naam van de soort is voor het eerst geldig gepubliceerd in 1865 door Camillo Róndani.